# Cao Đài, Trương Dịch
Cao Đài (chữ Hán phồn thể: 高臺縣chữ Hán giản thể: 高台县, bính âm: Gāotái Xiàn, âm Hán Việt: Cao Đài huyện) là một huyện thuộc địa cấp thị Trương Dịch, tỉnh Cam Túc, Cộng hòa Nhân dân Trung Hoa. Huyện này có diện tích 4312 km², dân số năm 2004 là 160.000 người. Mã số hành chính của Cao Đài là 734300. Chính quyền Cao Đài đóng ở trấn Thành Quan. Về mặt hành chính, Cao Đài được chia thành 3 trấn, 9 hương. 
- Trấn: Thành Quan, Tuyên Hóa, Nam Hoa.
- Hương: Hạng Đạo, Chính Viễn, Hắc Tuyền, La Thành, Hợp Lê, Lạch Đà Thành, Tân Bá, Hồng Nhai Tử, Diêm Trì.